# 사진 판정

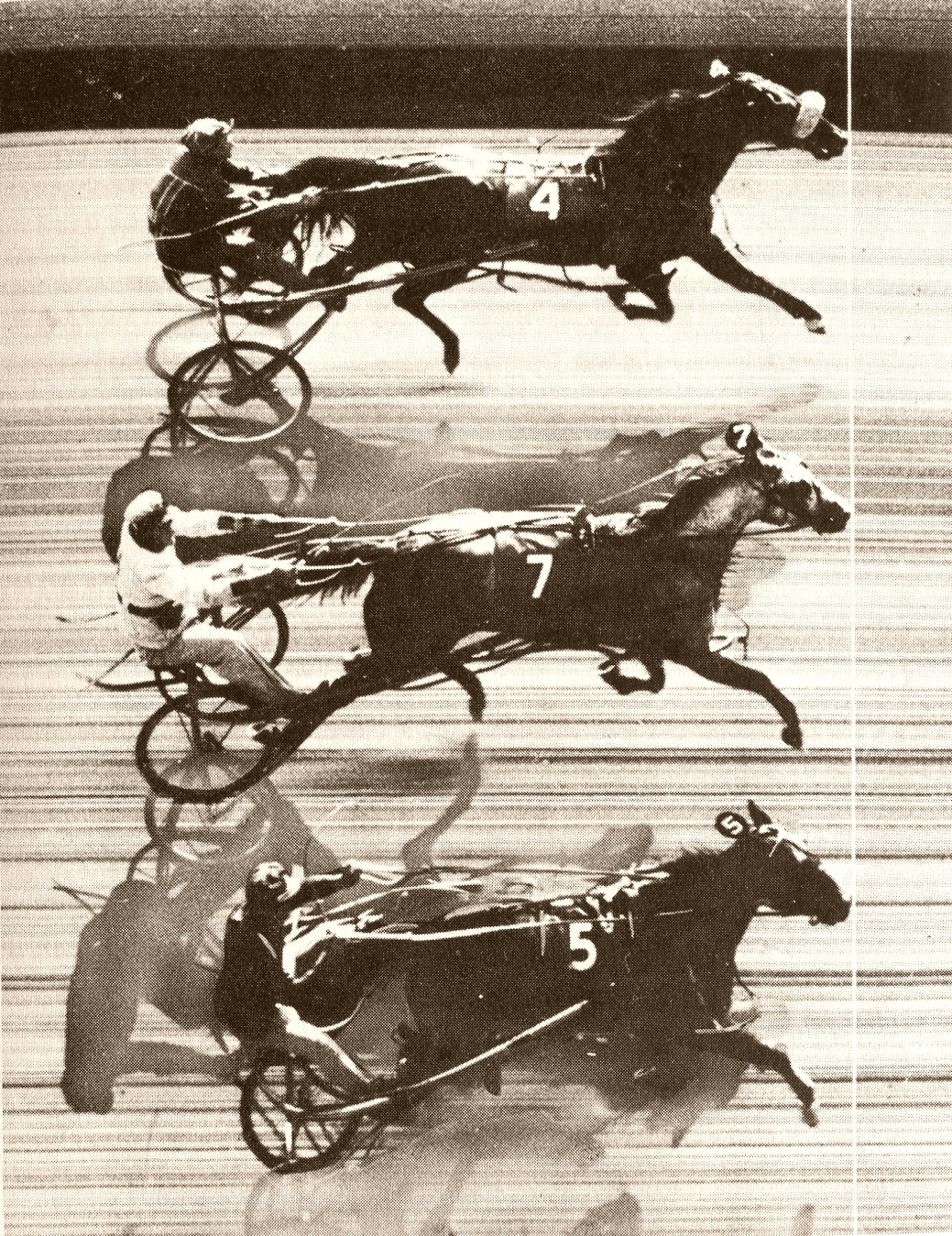
마차 경주의 사진 판정

사진 판정(寫眞判定, 영어: photo finish 포토 피니시[*])는 육상 경기의 트랙 경기나 경마, 경륜 등에서 육안으로 어떤 선수가 결승선을 먼저 통과했는지 판정하기 어려울 때, 고속 촬영 사진을 판독하여 순위를 결정하는 방식이다. 둘 이상의 선수가 거의 동시에 결승선을 통과할 때, 결승선에서 찍은 사진이나 동영상으로 더 정확한 판정을 내릴 수 있으며, 심판이 기록을 동률로 선언할 가능성을 줄여 준다.

## 순위 판정 카메라
순위 판정 카메라는 전 세계에서 경마·육상 등 속도 경주에 사용하는 장비로, 경마에서 말의 도착순위를 1,500분의 1초까지 식별할 수 있을 만큼 뛰어난 성능을 가지고 있다.
말이 결승선을 통과할 때 스위치를 누르면 0.01mm로 개방된 조리개를 통해 말이 결승선을 통과하는 순서대로 연속 촬영되며, 이렇게 촬영된 작은 띠를 이어 하나의 완성된 영상(사진)을 만들어 낸다.
일반 카메라와 달리 결승선을 통과하는 모든 말들을 순서대로 촬영하도록 결승선상에 고정 설치되어 있고, 말들이 겹치는 현상으로 착순판정에 어려움이 따를 것에 대비하여 결승선 반대편에 거울을 설치, 운영하고 있다.

## 같이 보기
- 착차
- 동순위 (동착)
- 비디오 판독